# 24 Carat Purple
24 Carat Purple è un album di raccolta del gruppo rock britannico Deep Purple, pubblicato nel 1975.

## Tracce
Side 1
1. Woman from Tokyo – 5:49
2. Fireball – 3:26
3. Strange Kind of Woman (live) – 9:14
4. Never Before – 4:02
5. Black Night (live) – 4:59

Side 2
1. Speed King – 5:52
2. Smoke on the Water (live) – 7:29
3. Child in Time (live) – 12:19

## Formazione
- Ian Gillan - voce
- Ritchie Blackmore - chitarra
- Jon Lord - tastiera
- Roger Glover - basso
- Ian Paice - batteria